# Gustav Schaeling

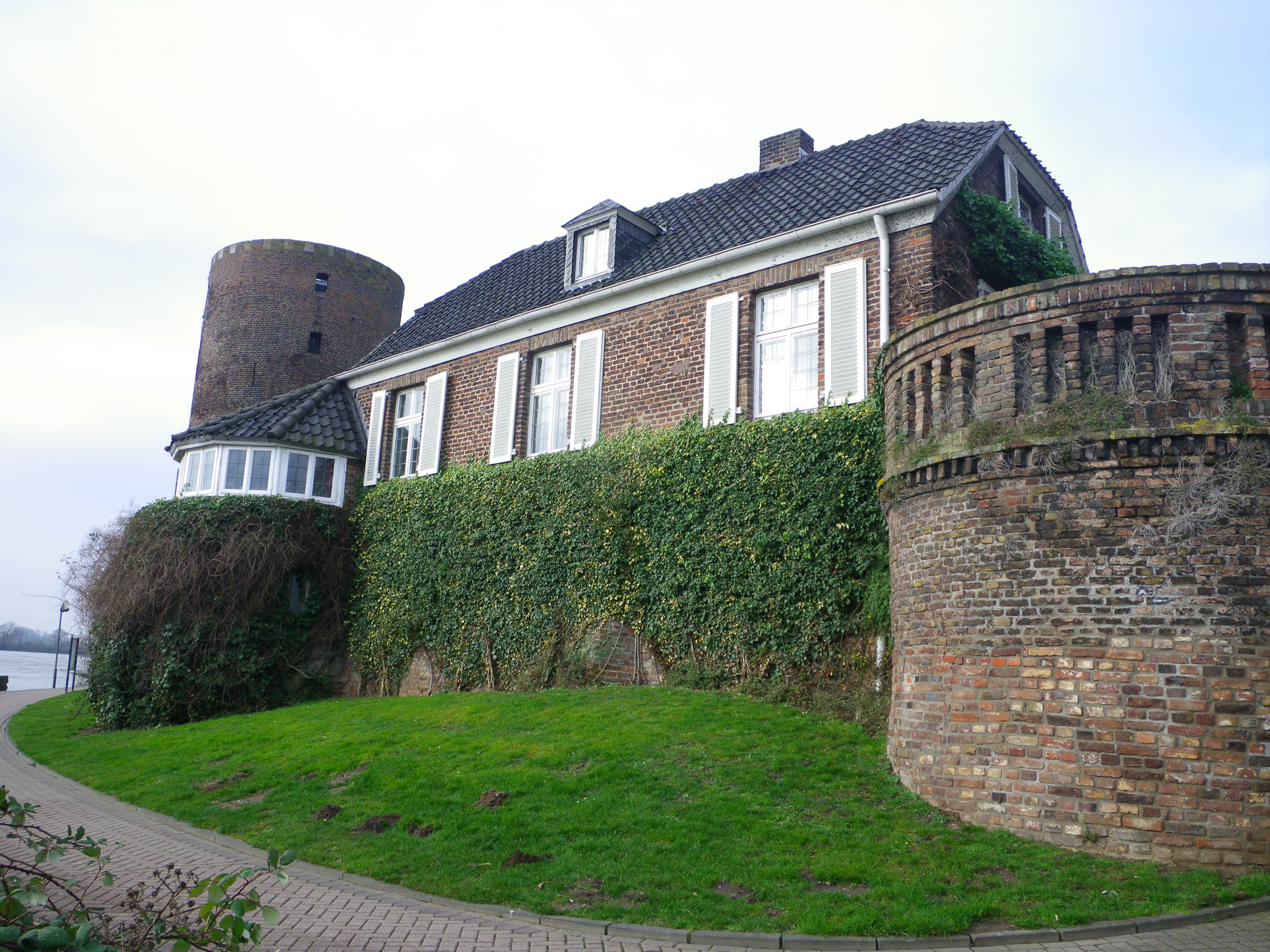
Haus Schaeling an der Reeser Rheinpromenade

Gustav Adolf Schaeling (* 31. März 1928 in Rees; † 8. Mai 2015 ebenda) war ein deutscher Banker und Unternehmer.
Schaeling wurde als Sohn von Gustav Schaeling, der Chirurg am Reeser Krankenhaus war, geboren. Nach dem Abitur in Emmerich am Rhein wollte er ursprünglich Journalist werden. Er studierte Jura, Medizin, Musikgeschichte und Religionswissenschaften. Nach seinem Abschluss als Jurist wurde er Mitarbeiter der Dresdner Bank, für die er ab 1972 in Chicago eine Geschäftsstelle aufbaute. 1976 wurde er persönlicher Assistent des Vorstandssprechers Jürgen Ponto, was er bis zu dessen Ermordung 1977 blieb. Von 1982 bis 1993 war er Leiter der Geschäftsstellen der Dresdner Bank in Wiesbaden. In dieser Zeit gründete er am 14. März 1989 den Presseclub Wiesbaden, dessen erster Präsident er bis 1992 wurde. Zusammen mit vier weiteren Gesellschaftern übernahm Schaeling 1982 von einer Tochtergesellschaft der Dresdner Bank die Sektkellerei Schloss Vaux in Eltville am Rhein, die er finanziell sanierte. 1986 wurde die Sektkellerei in eine Aktiengesellschaft umgewandelt, die er bis 1998 als Alleinvorstand leitete. Dabei begann er ab 1996 mit der Sanierung von Burg Crass in Eltville am Rhein. 1999 erhielt er für sein Engagement das Bundesverdienstkreuz.
Schaeling blieb unverheiratet. 2005 zog er wieder in seine Heimatstadt Rees, wo er im Haus Schaeling, das im Kern aus dem Jahr 1332 stammt und das sein Vater in den 1950er Jahren hat restaurieren lassen, wohnte. Er starb im Alter von 87 Jahren an den Folgen eines Schlaganfalls.